# Becket (film, 1923)
Pour les articles homonymes, voir Becket.
Becket est un film britannique réalisé par George Ridgwell, sorti en 1923.

## Fiche technique
- Titre original : Becket
- Réalisation : George Ridgwell
- Scénario : Eliot Stannard, d'après la pièce de Alfred Tennyson
- Direction artistique : Walter W. Murton
- Photographie : Joe Rosenthal
- Société de production : Stoll Picture Productions
- Société de distribution : Stoll Picture Productions
- Pays d'origine :  Royaume-Uni
- Langue originale : anglais
- Format : noir et blanc — 35 mm — 1,37:1 — Film muet
- Genre : Historique, biopic
- Durée : 7 bobines
- Date de sortie :
  - Royaume-Uni : 1923

## Distribution
- Frank R. Benson : Thomas Becket
- A. V. Bramble : Henry II
- Bertram Burleigh : Lord Leicester
- Arthur Burne : Grim
- Mary Clare : Aliénor d'Aquitaine
- Clive Currie : Herbert de Bosham
- Bert Daley : Guillaume de Tracy
- Sydney Folker : De Broc
- Alex G. Hunter : Jean de Salisbury
- Gladys Jennings : Rosamund de Clifford
- William Lugg : John d'Oxford
- C. Hargrave Mansell : Thibaut du Bec
- Sidney Paxton : Archevêque d'York
- Percy Standing : Reginald Fitzurse
- Harry Worth : De Brito

## Autour du film
- George Ridgwell réalisera en 1930 un autre film sur Becket : Thomas Becket (1119-1170)